# Тахталым (озеро)
Тахталы́м — озеро в Кунашакском районе Челябинской области. Находится в 80 км к северо-северо-востоку от Челябинска, на территории Халитовского сельского поселения. На западном берегу озера расположено село Халитово, северо-западнее — станция Тахталым.
Площадь водного зеркала — 4,8 км² (при абсолютной отметке уровня воды 164,8 м по ВС); максимальная глубина 2,6 м, средняя — 1,8 м; объем водной массы — 8,64 млн м³. Вода в озере пресная, минерализация от 200 до 800 мг/л., жёсткость — от 1,65 до 7,52 мг-экв/л.
Озёрная котловина просадочного происхождения, блюдцеобразной формы. Имеется заболоченный залив на северо-западе. В половодье наблюдается сток по заболоченной местности в соседнее озеро Айдыкуль, находящееся 4 км юго-восточнее.
Прибрежная часть занята жёсткой растительностью (осока, рогоз, тростник); степень зарастания около 15 %.
Водится карась, плотва, окунь. Из-за нестабильного кислородного режима часто происходят заморы.